# Thomasomys caudivarius
Thomasomys caudivarius är en gnagare i släktet paramoråttor som förekommer i Sydamerika.

## Utseende
Det första exemplaret som undersöktes (holotyp) hade en absolut längd av 27,5 cm (med svans) och 3,0 cm långa bakfötter. Raden med alla svanskotor var 16,1 cm lång. Håren som bildar ovansidans päls är främst svartvioletta med bruna spetsar vad som ger ett enhetligt mörkbrunt utseende. Kroppens sidor är lite ljusare men tydlig avvikande färgområden saknas. På undersidan förekommer kastanjebrun päls (liksom hos en gems). Vid svansens främre del är ovansidan mörkare än undersidan och 1/5 del vid svansens slut är vit. Längre vita hår vid svansspetsen bildar en tofs. Även nära fötternas klor finns korta vita borstar.
Tydliga avvikelser mot den nära besläktade arten Thomasomys hylophilus finns i bakfötternas konstruktion. Dessutom har arterna inte samma utbredning. Thomasomys caudivarius liknar även Thomasomys cinereiventer i utseende men den förstnämnda har en mindre storlek.

## Utbredning och ekologi
Arten förekommer vid Andernas västra sluttningar i södra Ecuador och norra Peru. Den lever i regioner som ligger 2750 till 3350 meter över havet. Habitatet utgörs av dvärgskogar och buskskogar, inklusive buskstäppen Páramo. Individerna hittades oftast nära vattendrag. Denna gnagare är nattaktiv och den har främst frön och insekter som föda.

## Bevarandestatus
Beståndet hotas regionalt när de ursprungliga skogar ersätts med tallskogar eller med jordbruksmark. Thomasomys caudivarius är allmänt sällsynt. På grund av det ganska stora utbredningsområdet listas arten av IUCN som livskraftig (LC).